# Gary Ryan
Gary Ryan (Irlanda, 12 de junio de 1972) es un atleta irlandés especializado en la prueba de 4x400 m, en la que consiguió ser medallista de bronce mundial en pista cubierta en 2004.

## Carrera deportiva
En el Campeonato Mundial de Atletismo en Pista Cubierta de 2004 ganó la medalla de bronce en los relevos de 4x400 metros, llegando a meta en un tiempo de 3:10.44 segundos, tras Jamaica (oro) y Rusia (plata).